# Veselin Šljivančanin

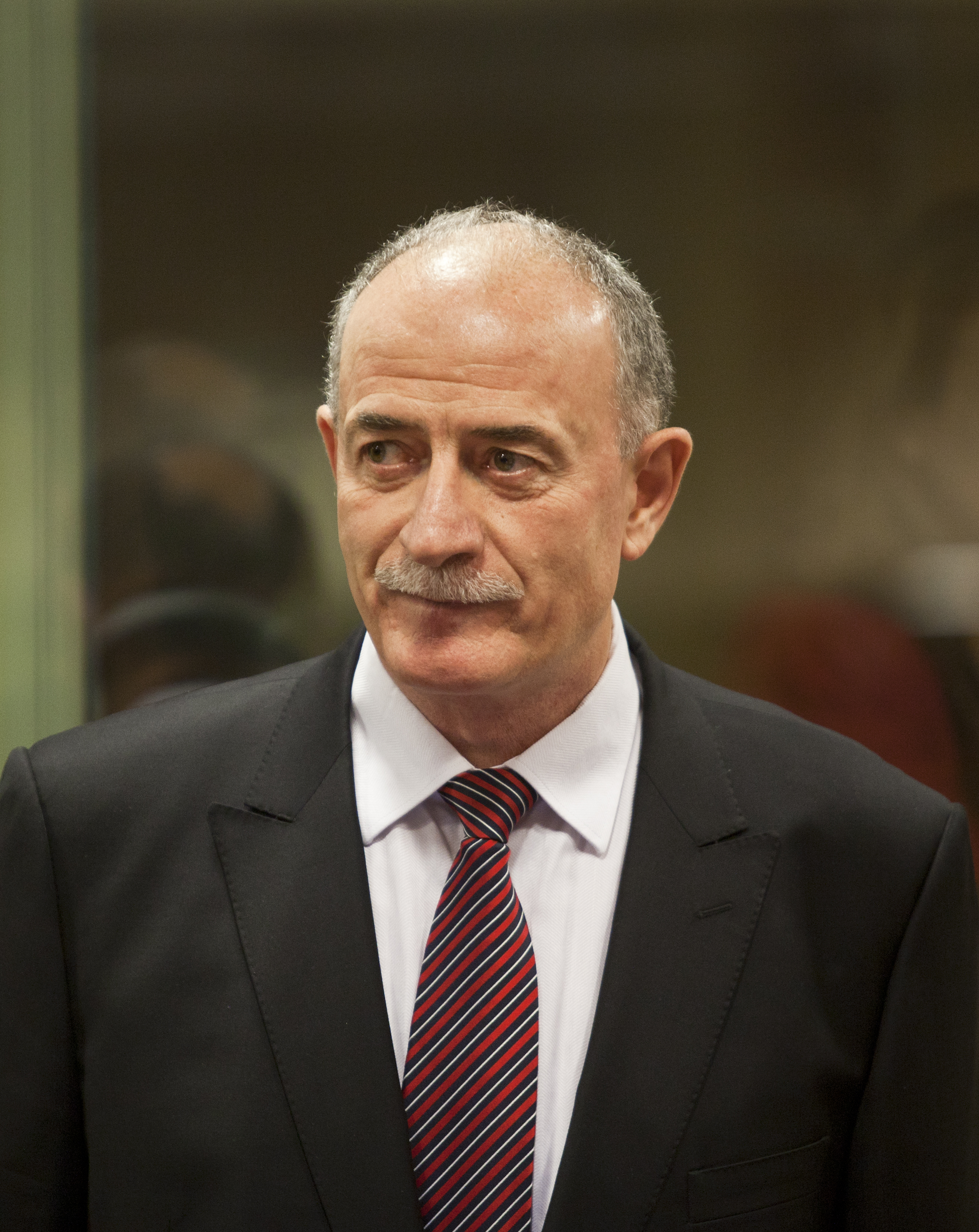
Veselin Šljivančanin

Veselin Šljivančanin (serbisch-kyrillisch Веселин Шљиванчанин; * 13. Juni 1953 in Pavez, Gemeinde Žabljak, Sozialistische Föderative Republik Jugoslawien) ist ein ehemaliger Offizier der Jugoslawischen Volksarmee, der im Jahr 2009 vom Internationalen Strafgerichtshof für das ehemalige Jugoslawien als Kriegsverbrecher zu 17 Jahren Haft verurteilt wurde.

## Militärische Karriere
Er nahm an der Schlacht um Vukovar teil, was ihm nach erfolgreicher Stürmung 1991 eine Beförderung einbrachte.

## Kriegsverbrecherprozess
Vor dem Internationalen Strafgerichtshof für das ehemalige Jugoslawien (ICTY) wurden ihm Verbrechen gegen die Menschlichkeit vorgeworfen. Er wurde am 13. Juni 2003 in Serbien verhaftet und ausgeliefert, obwohl er die serbische Staatsbürgerschaft besitzt und nach geltendem serbischen Recht nur in Serbien vor Gericht gestellt werden konnte. Da er in Serbien ein angesehener Soldat war, kam es bei der Verhaftung zu Ausschreitungen.
Im September 2007 wurde er von dem Tribunal zu fünf Jahren Haft wegen Mitwisserschaft und unterlassener Hilfeleistung verurteilt. Da er über vier Jahre in Untersuchungshaft war, entließ ihn das Gericht im Dezember 2007 aus der Haft. Die Anklage, er sei Mitglied in einer Verschwörung gewesen, die zum Ziel hatte, Kroaten zu ermorden oder zu vertreiben, sowie die Behauptung, unter den Ermordeten hätten sich Zivilisten befunden, wurden von den Richtern aus Mangel an Beweisen abgewiesen. Im Mai 2009 revidierte das Berufungstribunal die vorangegangene Entscheidung. Veselin Šljivančanin wurde zu 17 Jahren Haft auf der Grundlage der bisherigen Beweislage verurteilt.
Trotz Regierungsbeschlusses sagte Serbien daraufhin kurzfristig Anfang Mai 2009 seine Beteiligung mit zwei Offizieren an einem NATO-Manöver in Georgien im selben Monat ab.